# Rak bișvilo
"Rak bișvilo" piesă de Moran Mazor reprezintă piesa reprezentantă a Israelului la Concursul Muzical Eurovision 2013.